# 異面
在幾何學中，歪斜或異面指幾何形狀在三維空間中的一種關係。
歪斜是指兩條或兩條以上的直線分別落在不同平面上，則稱為歪斜線，若只有兩條直線時，只會稱其為平行，因為會共面，三條或三條以上才會用歪斜。
在二維空間中，任何幾何体必共面、因此歪斜只能存在於三維或三維以上的空間中。